# Versöhnungskirche (Asbach)

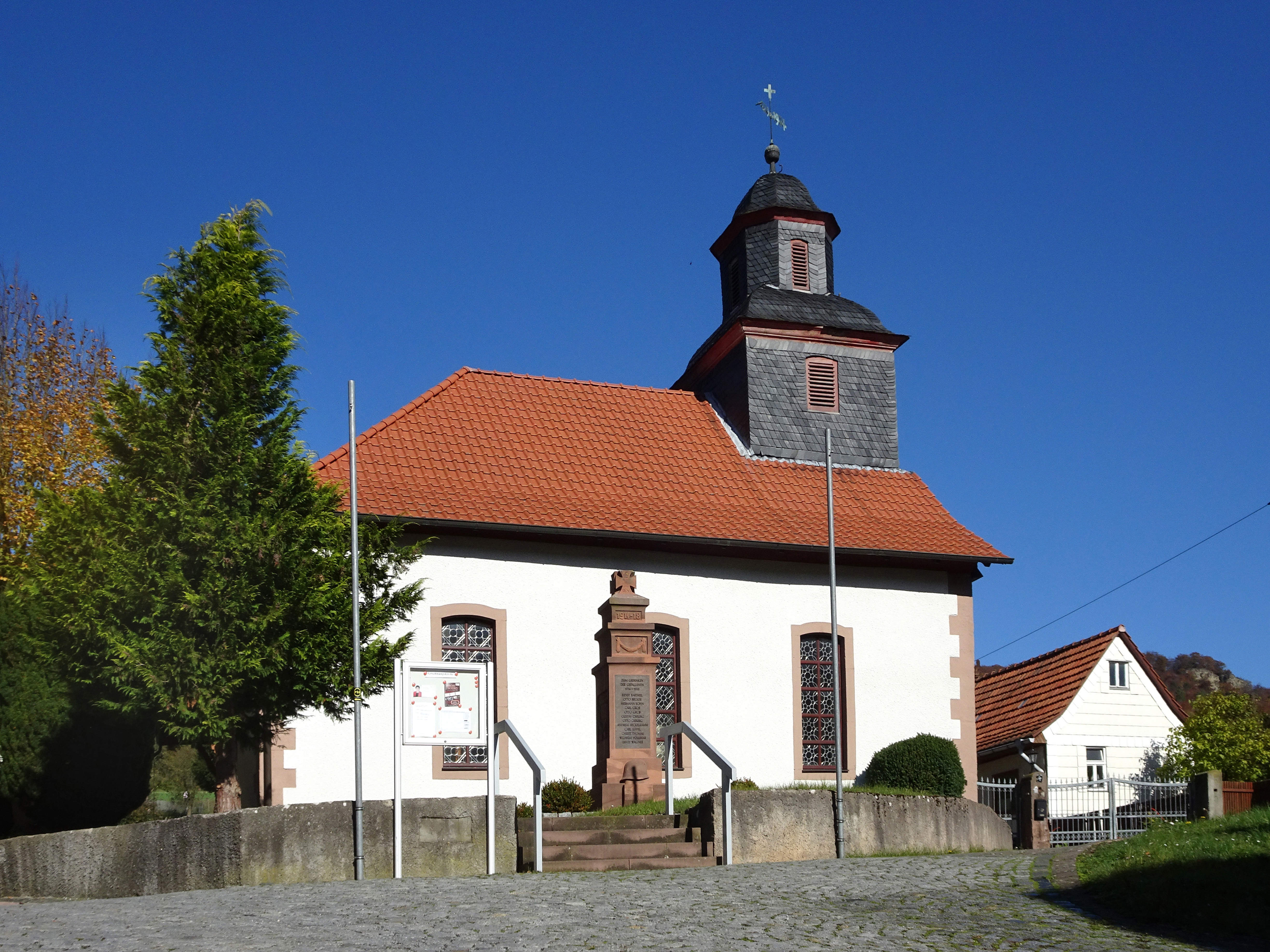
Die evangelische Versöhnungskirche in Asbach

Die evangelische Versöhnungskirche steht im Ortsteil Asbach der Gemeinde Asbach-Sickenberg im Landkreis Eichsfeld in Thüringen.

## Geschichte
Aus einer beim Abbruch der alten Kirche gefundenen Urkunde geht hervor, dass 1779 die erste alte Kirche abgebrochen worden ist. Sie wurde gleich wieder erbaut. Beim Abbruch fand man auch einen Eckstein mit der Jahreszahl 1581. Das ist wohl das Erbauungsjahr der ersten alten Kirche. Im Glockenstuhl befinden sich zwei Glocken mit der Jahreszahl 1582. Demnach waren es die Glocken, die ein Jahr nach der Fertigstellung der ersten Kirche eingebaut worden sind.
Nach erheblichen Rekonstruktionsarbeiten wurde die Dorfkirche am 22. Oktober 1978 neu eingeweiht und ist nach dem christlichen Zentralbegriff Versöhnung benannt.